# Беневант е Шарбијак
Беневант е Шарбијак (фр. Bénévent-et-Charbillac) је насеље и општина у југоисточној Француској у региону Прованса-Алпи-Азурна обала, у департману Горњи Алпи која припада префектури Гап.
По подацима из 1999. године у општини је живело 260 становника, а густина насељености је износила 21 становника/km². Општина се простире на површини од 12,15 km². Налази се на средњој надморској висини од 1120 метара (максималној 2.058 m, а минималној 923 m).

## Демографија
| 1962. | 1968. | 1975. | 1982. | 1990. | 1999. | 2010. |
| ----- | ----- | ----- | ----- | ----- | ----- | ----- |
| 206   | 223   | 214   | 221   | 221   | 260   | 270   |

График промене броја становника у току последњих година